# Chris Harris (worstelaar)
Chris Harris (Fort Wright, 24 december 1973) is een Amerikaans professioneel worstelaar, die bekend was in de World Championship Wrestling (WCW), World Wrestling Entertainment (WWE) en Total Nonstop Action Wrestling (TNA).

## Carrière

### World Championship Wrestling
In 2000 maakte Harris zijn televisiedebuut als worstelaar in de World Championship Wrestling (WCW). Een jaar later werd Harris ontslagen vanwege het faillissement van WCW.

### Total Nonstop Action Wrestling
In juni 2001 kreeg Harris een oefenwedstrijd op Total Nonstop Action Wrestling (TNA). Later in dat jaar richtte James Storm een tag team op samen met zijn oude rivaal Harris en het team heette: America's Most Wanted. Tussen 2002 en 2006 won het duo 6 keer het NWA World Tag Team Championship. In eind 2006 ging het duo uit elkaar. Harris bleef worstelen in TNA tot 11 januari 2008.

### World Wrestling Entertainment
Op 29 januari 2008 kondigde Harris via zijn voormalige officiële website dat hij voor World Wrestling Entertainment (WWE) ging worstelen. Harris verloor zijn WWE debuutmatch van Shelton Benjamin. Op 8 juli 2008 maakte Harris zijn WWE televisiedebuut op ECW brand onder zijn ringnaam Braden Walker. Hij won van Armando Estrada. Op 7 augustus 2008 werd Harris ontslagen nadat zijn WWE contract niet werd verlengd.

### Terugkeer in TNA
In 2010 keerde hij tijdelijk terug naar TNA om een rol te spelen als "Fake Sting".
Een jaar later, op 12 mei 2011, tijdens de TNA Impact opnames, Matt Hardy introduceerde Harris en werd lid van de Immortal. Hardy en Harris namen het op tegen de TNA World Tag Team Champions Beer Money, Inc. (James Storm en Robert Roode) voor het TNA World Tag Team Championship maar ze verloren in hun opzet. Later verliet Harris TNA.

## In worstelen
- Finishers
  - Catatonic
  - Spear

- Signature moves
  - Bulldog
  - Catapult
  - Cat Attack
  - Delayed vertical suplex
  - Diving elbow drop
  - Diving leg drop
  - Full nelson slam
  - Inside cradle
  - Lariat
  - Sharpshooter

- Bijnamen
  - "Wildcat"
  - "The Cultural Phenomenon"

- Manager
  - Gail Kim

- Entree themes
  - "Guilty" van Dale Oliver (TNA)
  - "We Find the Defendants Guilty" van Dale Oliver (TNA)

## Prestaties
- Frontier Elite Wrestling
  - FEW Tag Team Championship (1 keer met James Storm)

- Interstate Championship Wrestling
  - ICW Heavyweight Championship (1 keer)

- Mountain Wrestling Association
  - MWA Heavyweight Championship (2 keer)
  - MWA Tag Team Championship (1 keer met Rated X)

- Music City Wrestling
  - NWA North American Heavyweight Championship (1 keer)

- NWA Shockwave
  - NWA Cyberspace Heavyweight Championship (1 keer)
  - NWA Cyberspace Tag Team Championship (1 keer met James Storm)

- Northern Wrestling Federation
  - NWF Heavyweight Championship (3 keer)
  - NWF Tag Team Championship (1 keer met Sean Casey)
  - NWF Tri-State Championship (1 keer)

- Pro Wrestling Illustrated
  - PWI Tag Team of the Year (2004) met James Storm

- Purks International Championship Wrestling
  - PICW Heavyweight Championship (1 keer, huidig)

- Superstar Wrestling Federation
  - SWF Heavyweight Championship (1 keer)

- Total Nonstop Action Wrestling
  - NWA World Tag Team Championship (7 keer; 6x met James Storm en 1x met Elix Skipper)
  - Asylum Alliance Tag Team Tournament (2003) – with James Storm

- USA Championship Wrestling
  - USA North American Heavyweight Championship (1 keer)

- Wrestling Observer Newsletter awards
  - Tag Team of the Year (2005) met James Storm
  - Worst Worked Match of the Year (2007) vs. James Storm in een "Six Sides of Steel Blindfold match" op Lockdown